# STORMBREW

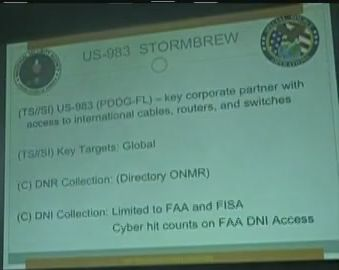
STORMEBREW

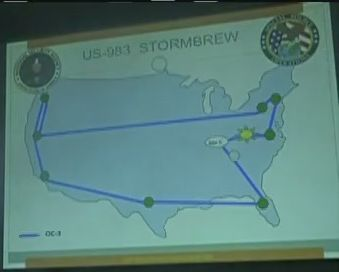
STORMBREW: STORMBREW mapa SIGAD

STORMBREW (Programa de Vigilância) é um programa de vigilância da Agência de Segurança Nacional (NSA) dos Estados Unidos, usado para coletar os dados da Internet. Foi divulgado , no verão de 2013 no âmbito das revelaçōes de Edward Snowden.
STORMBREW é um programa que engloba vários programas usados para a vigilância das telecomunicações. Ele cai na categoria de coleta de fluxo, o que significa que os dados são puxados diretamente dos cabos de fibra óptica e da infraestrutura de comunicações.
Há também um Identificador da Atividade de SIGINT, o SIGAD, que leva o mesmo nome , e refere-se à uma empresa que é um "parceiro corporativo" DA NSA.
Esse parceiro foi identificado em 23 de outubro de 2013 como sendo a Verizon, a empresa holding da empresa norte-americana que em 29 de julho de 1998, no processo das privatizaçōes das telecomunicaçōes no Brasil, comprou a Embratel. Parte dos serviços privatizados vieram a ser oferecidos pela Claro.
Este parceiro corporativo tem servidores em Washington, Califórnia, Texas, Flórida, e Nova York, Virgínia e Pensilvânia.
Os programas de coleta Upstream dāo acesso à volumes gigantescos de dados, e a maior parte da pré-seleção dos dados é feita pelos próprios prestadores de serviços, antes dos dados serem repassados para a NSA.
A NSA paga às compahias parceiras na coleta de dados e o orçamento para o STORMBREW no ano fiscal de 2013 é de 46,5 milhōes de dólares americanos.
STORMBREW consiste nos seguintes SIGADs:
| Designação        | Codinome     | Autorização Legal                                                | Alvos             | Tipo de Informação coletada                                                                                              | Notas                                                                                               |
| ----------------- | ------------ | ---------------------------------------------------------------- | ----------------- | --- | --------------------------------------------------------------------------------------------------- |
| US-3140 (PDDG:TM) | MADCAPOCELOT | Autorizado pela Presidencia americana - Ordem do Executiva 12333 | Russia and Europa | DNI e metadata através do XKeyscore, Pinwale and MARINA                                                                  | |
| US-983 (PDDG:FL)  | STORMBREW    |                                                                  | Global            | - "DNR (Directory ONMR)" - "DNI Collection, FISA e Foreign Intelligence Surveillance Act de 1978 , Contagem de acessos " | "parceiro corporativo chave com acesso aos cabos internacionais, comutadores e roteadores de redes" |

## Glossário
- Contagem de acesso: nenhuma explicação foi fornecida no material de origem.
- Diretório ONMR: nenhuma explicação tenha sido fornecido no material de origem.
- DNI - Inteligência Digital da rede[10]
- DNR - Reconhecimento do Número discado[10]
- MARINA : um banco de dados da NSA dos metadados da Internet[11][12]
- Transit Authority - A autoridade legal americana que determina que as comunicações em trânsito nos Estados Unidos podem ser coletadas, desde que os terminais envolvidos sejam estrangeiros.

## Mídia: STORMBREW e Upstream Coleção

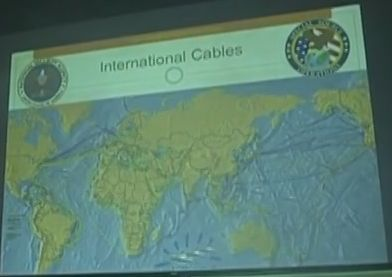
Upstream: Mapa dos Cabos Internacionais
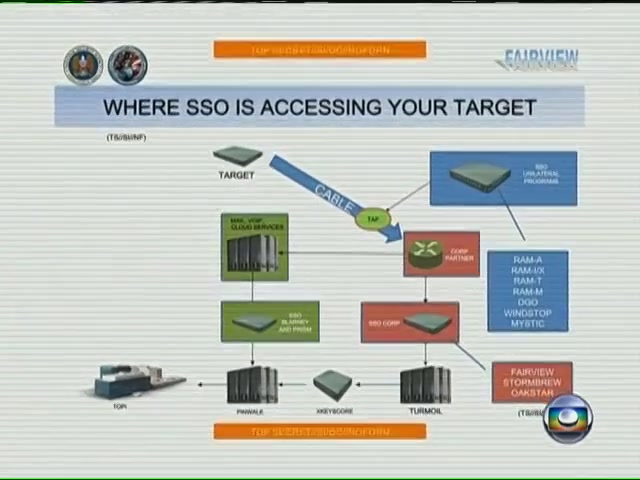
Apresentação do FAIRVIEW : Onde a Operações de Fonte Especial(SSO) acessa seus alvos
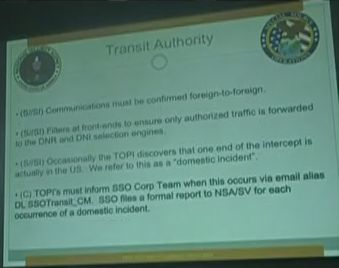
Upstream: Autoridade de Trânsito
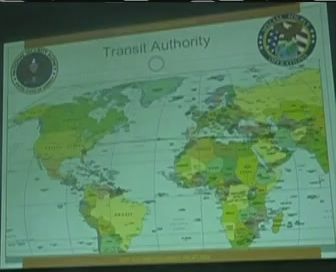
Upstream: Mapa da Autoridade de Trânsito
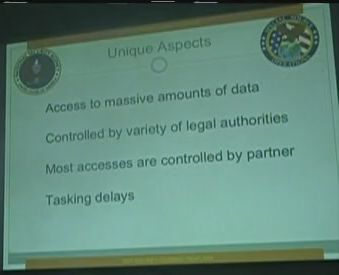
Upstream: aspectos únicos
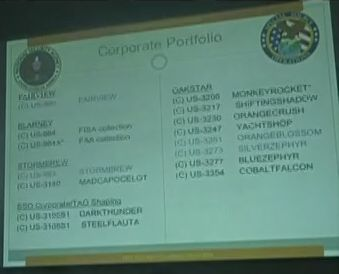
Upstream: Portfolio Corporativo
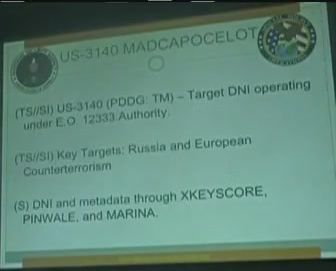
STORMBREW: MADCAPOCELOT

## Ver Também
- Tratado de Segurança UK-USA (Cinco Olhos ou Five Eyes)
- Echelon
- Revelações da Vigilância global (2013-Presente)
- Communications Security Establishment Canada
- Vigilância de Computadores e Redes
- Operações de acesso adaptado (TAO) NSA
- Operações de Fonte Especial(SSO)